# Gentianella corymbifera
Gentianella corymbifera là một loài thực vật có hoa trong họ Long đởm. Loài này được (Kirk) Holub mô tả khoa học đầu tiên năm 1968.